# Tägertschi
Tägertschi is een gemeente en plaats in het Zwitserse kanton Bern, en maakt deel uit van het district Bern-Mittelland.
Tägertschi telt 409 inwoners.

## Geboren
- Alisha Lehmann (1999), voetbalster